# بل ایر، شهرستان الیگنی، مریلند
بل ایر (به انگلیسی: Bel Air) یک منطقهٔ مسکونی در ایالات متحده آمریکا است که در شهرستان الیگنی، مریلند واقع شده‌است. بل ایر ۱٫۲ کیلومتر مربع مساحت و ۱٬۲۵۸ نفر جمعیت دارد و ۲۳۱٫۳۵ متر بالاتر از سطح دریا واقع شده‌است.